# Forêts décidues sèches du Chhota Nâgpur
Localisation
Les forêts décidues sèches du Chhota Nâgpur forment une écorégion terrestre définie par le Fonds mondial pour la nature (WWF), qui appartient au biome des forêts de feuillus sèches tropicales et subtropicales de l'écozone indomalaise. Elle occupe le plateau du Chhota Nâgpur, au Nord-Est de l'Inde, et possède une flore et une faune clairement distinctes des zones adjacentes, avec plusieurs poches de plantes endémiques. Ces forêts abritent encore des populations importantes du plus grand prédateur et du plus grand herbivore du continent, le tigre du Bengale et l'éléphant d'Asie.